# 1986 في المملكة المتحدة
فيما يلي قوائم الأحداث التي وقعت خلال عام 1986 في المملكة المتحدة.

## أحداث
- 24 يوليو – دورة ألعاب الكومنولث 1986

## سياسة

### تعيين في المنصب
- 21 مايو – نيكولاس رايدلي Secretary of State for the Environment [الإنجليزية]‏.

### انتهاء فترة المنصب
- 21 مايو – نيكولاس رايدلي وزير الدولة للنقل [الإنجليزية]‏.

## رياضة
- 1 يناير – بطولة ويمبلدون 1986

## ظهور
- 1 يناير – مجلة كيو

## أفلام
من الأفلام التي صدرت هذه السنة في المملكة المتحدة:
- 1 يناير – المهمة من إخراج رولاند جوفي.
- 1 يناير – ساكن الجبال من إخراج راسل مولكاهي.
- 1 يناير – غرفة مع منظر من إخراج جيمس أيفوري.
- 18 يوليو – فضائيون من إخراج جيمس كاميرون.
- 19 ديسمبر – فصيلة من إخراج أوليفر ستون.

## برامج ومسلسلات وأنمي
- السنافر

## كتب
من الكتب التي صدرت هذه السنة في المملكة المتحدة:
- 1 يناير – أغاني الأرض البعيدة من تأليف آرثر سي كلارك.
- 1 يناير – صانع الساعات الأعمى من تأليف ريتشارد دوكينز.
- 1 يناير – فنان من العالم العائم من تأليف كازوو إيشيغورو.
- 1 يناير – قدر الطبيعة من تأليف مايكل دنتون.

## مواليد

### يناير
- 1 يناير – أولاميدي أوريكونرين طبيبة بريطانية.
- 1 يناير – توماس هاوز
- 1 يناير – كولن مورغان
- 1 يناير – لورا كولمان
- 1 يناير – هنري لويد هيوز ممثل بريطاني.
- 4 يناير – جيمس ميلنر لاعب كرة قدم إنجليزي.
- 6 يناير – ألكس ترنر
- 7 يناير – أندي فيرنون عداء مسافات طويلة من المملكة المتحدة.
- 7 يناير – ليام فونتين لاعب كرة قدم إنجليزي.
- 9 يناير – كرايغ دافيس لاعب كرة قدم بريطاني.
- 10 يناير – أبي كلانسي عارضة من المملكة المتحدة.
- 20 يناير – لورين غودغر عارضة من المملكة المتحدة.
- 22 يناير – ديفيد مارتن لاعب كرة قدم إنجليزي.
- 23 يناير – ستيفن تايلور لاعب كرة قدم بريطاني.
- 23 يناير – مارك ليارد لاعب كرة قدم إنجليزي.
- 24 يناير – مايكل كايتلي لاعب كرة قدم إنجليزي.
- 24 يناير – ميشا بارتون
- 28 يناير – جيسيكا إنيس منافِسة أوليمبية من المملكة المتحدة.
- 29 يناير – مارك هوارد لاعب كرة قدم إنجليزي.

### فبراير
- 2 فبراير – جيما آرتيرتون
- 2 فبراير – ريان براولي
- 3 فبراير – جيمس ديجالي ملاكم من المملكة المتحدة.
- 3 فبراير – ديفيد إدواردز لاعب كرة قدم إنجليزي.
- 4 فبراير – برادلي سوندرز ملاكم من المملكة المتحدة.
- 6 فبراير – أنتوني جرارد لاعب كرة قدم بريطاني.
- 13 فبراير – جايمي موري لاعب كرة مضرب من المملكة المتحدة.
- 13 فبراير – لوك مور لاعب كرة قدم إنجليزي.
- 19 فبراير – أوفيليا لوفيبوند ممثلة بريطانية.
- 21 فبراير – شارلوت تشيرش

### مارس
- 5 مارس – تايرل بيرغيس لاعب كرة قدم برمودي.
- 5 مارس – كايل بيري لاعب كرة قدم بريطاني.
- 5 مارس – كريس سميث لاعب كرة قدم من المملكة المتحدة.
- 6 مارس – تشارلي مولغرو لاعب كرة قدم إنجليزي.
- 6 مارس – دومينيك إينجلوت لاعب كرة مضرب بريطاني.
- 11 مارس – جيك رايت لاعب كرة قدم إنجليزي.
- 14 مارس – جيمي بيل ممثل إنجليزي.
- 16 مارس – غلين ويلسون لاعب كرة قدم إنجليزي.
- 24 مارس – أنتوني مكماهون لاعب كرة قدم إنجليزي.
- 29 مارس – سيلفان إبانكس بليك لاعب كرة قدم إنجليزي.
- 30 مارس – جيمي ماكدونيل ملاكم من المملكة المتحدة.

### أبريل
- 4 أبريل – آيدن ماكغيدي لاعب كرة قدم أيرلندي.
- 8 أبريل – ماركوس وليامز لاعب كرة قدم بريطاني.
- 14 أبريل – مات ديربيشاير لاعب كرة قدم إنجليزي.
- 15 أبريل – توم هيتون لاعب كرة قدم إنجليزي.
- 25 أبريل – دانيال شارمان
- 27 أبريل – جينا كولمان
- 30 أبريل – توني هيل
- 30 أبريل – روب إليوت لاعب كرة قدم إنجليزي.

### مايو
- 2 مايو – كاتي أوبراين لاعبة كرة مضرب بريطانية.
- 3 مايو – كيل بروك ملاكم من المملكة المتحدة.
- 3 مايو – ميلاني ساوث لاعبة كرة مضرب بريطانية.
- 7 مايو – جيمي داي لاعب كرة قدم إنجليزي.
- 12 مايو – جيمي وارد لاعب كرة قدم أيرلندي شمالي.
- 13 مايو – روبرت باتينسون ممثل إنجليزي.
- 17 مايو – جودي تايلور لاعبة كرة قدم من المملكة المتحدة.
- 18 مايو – ريان والش
- 18 مايو – ليام والش
- 22 مايو – ماثيو جارفيس لاعب كرة قدم إنجليزي.
- 23 مايو – لوكي مغني من المملكة المتحدة.
- 23 مايو – ماثيو كرامبتون
- 25 مايو – جيرانت توماس
- 25 مايو – جيمس موريسون لاعب كرة قدم إنجليزي.
- 25 مايو – نيون هيتش
- 28 مايو – كرايغ ويلسون لاعب كرة قدم اسكتلندي.
- 29 مايو – داني فوكس لاعب كرة قدم إنجليزي.

### يونيو
- 3 يونيو – يوجين لافيرتي
- 12 يونيو – غاري باكلاند
- 18 يونيو – ريتشارد مادن ممثل بريطاني.
- 26 يونيو – جايسون بونتشيون لاعب كرة قدم إنجليزي.
- 27 يونيو – سام كلافلن ممثل بريطاني.

### يوليو
- 8 يوليو – كاياني ألدورينو
- 14 يوليو – دان سميث
- 14 يوليو – ماثيو ميلز لاعب كرة قدم إنجليزي.
- 18 يوليو – لورا كارميشل
- 21 يوليو – ريبيكا فيرجوسون
- 28 يوليو – داني غراينجر لاعب كرة قدم بريطاني.

### أغسطس
- 1 أغسطس – أندرو تايلور لاعب كرة قدم إنجليزي.
- 4 أغسطس – ليون كامير متسابق دراجات نارية من المملكة المتحدة.
- 5 أغسطس – جيمي بيكر لاعب كرة مضرب بريطاني.
- 11 أغسطس – ريتشارد كيو لاعب كرة قدم أيرلندي.
- 14 أغسطس – كاميرون جيروم لاعب كرة قدم إنجليزي.
- 15 أغسطس – ماريا فاولر عارضة من المملكة المتحدة.
- 15 أغسطس – ناتاليا كيلز
- 18 أغسطس – روس ماكورماك لاعب كرة قدم إنجليزي.
- 22 أغسطس – نيفل
- 24 أغسطس – جيمي كوكس
- 26 أغسطس – كولن كاظم ريتشاردز لاعب كرة قدم تركي.
- 27 أغسطس – لورا بيتس كاتبة بريطانية.
- 28 أغسطس – فلورنس ويلش

### سبتمبر
- 3 سبتمبر – كارل جونز لاعب كرة قدم بريطاني.
- 5 سبتمبر – بين سميث لاعب كرة قدم بريطاني.
- 11 سبتمبر – جايسون كينيدي لاعب كرة قدم إنجليزي.
- 12 سبتمبر – ألفي آلن ممثل إنجليزي.
- 14 سبتمبر – ستيفن نيسميث لاعب كرة قدم اسكتلندي.
- 18 سبتمبر – كامي بيل لاعب كرة قدم اسكتلندي.
- 18 سبتمبر – كيلي هازل
- 19 سبتمبر – ليون بيست لاعب كرة قدم أيرلندي.
- 25 سبتمبر – جيمي أوهارا لاعب كرة قدم إنجليزي.
- 28 سبتمبر – لوري بيني
- 30 سبتمبر – بين لوفيت موسيقي من المملكة المتحدة.

### أكتوبر
- 3 أكتوبر – أدريان مريابا لاعب كرة قدم بريطاني.
- 9 أكتوبر – جوردن جونسون لاعب كرة قدم بريطاني.
- 10 أكتوبر – جيمي كونلان ملاكم من المملكة المتحدة.
- 10 أكتوبر – لورنس ويلسون لاعب كرة قدم من المملكة المتحدة.
- 10 أكتوبر – لوسي غريفيثس
- 13 أكتوبر – غابرييل أغبونلاهور لاعب كرة قدم بريطاني.
- 14 أكتوبر – توم كرادوك لاعب كرة قدم بريطاني.
- 16 أكتوبر – نيكي آدامز لاعب كرة قدم من المملكة المتحدة.
- 23 أكتوبر – إميليا كلارك ممثلٌة وعارضة أزياء وممثلة مسرح إنجليزية.
- 24 أكتوبر – جون رودي لاعب كرة قدم إنجليزي.
- 27 أكتوبر – مايك وليامز لاعب كرة قدم بريطاني.

### نوفمبر
- 10 نوفمبر – ريان سميث لاعب كرة قدم إنجليزي.
- 12 نوفمبر – توماس ستيوارت لاعب كرة قدم أيرلندي شمالي.
- 17 نوفمبر – غريغ رذرفورد
- 18 نوفمبر – جورجيا كينغ ممثلة بريطانية.
- 18 نوفمبر – فيليب ليفيل لاعب كرة قدم إنجليزي.
- 25 نوفمبر – كريغ غاردنر لاعب كرة قدم إنجليزي.
- 29 نوفمبر – فيليب هال لاعب كرة قدم إنجليزي.

### ديسمبر
- 6 ديسمبر – دارين سميث لاعب كرة قدم من المملكة المتحدة.
- 8 ديسمبر – أمير خان ملاكم من المملكة المتحدة.
- 10 ديسمبر – ماثيو بيتس لاعب كرة قدم إنجليزي.
- 11 ديسمبر – لي بلتيير لاعب كرة قدم إنجليزي.
- 16 ديسمبر – أندي براكام لاعب كرة قدم إنجليزي.
- 23 ديسمبر – دانييل جونز لاعب كرة قدم بريطاني.
- 26 ديسمبر – كيت هارينغتون ممثل إنجليزي.
- 28 ديسمبر – توم هودلستون لاعب كرة قدم إنجليزي.
- 30 ديسمبر – إيلي غولدنغ

## وفيات

### يناير
- 1 يناير – باتريشيا غريفين (مواليد 1907)
- 1 يناير – نانسي ليل (مواليد 1910) لاعبة كرة مضرب بريطانية.
- 4 يناير – كريستوفر إشيروود (مواليد 1904) روائي إنجليزي.
- 9 يناير – ويلسون جونز (مواليد 1914)
- 16 يناير – بيتر ووترمان (مواليد 1934) ملاكم من المملكة المتحدة.

### مارس
- 1 مارس – تومي فار (مواليد 1913) ملاكم من المملكة المتحدة.
- 10 مارس – راي ميلاند (مواليد 1907)
- 17 مارس – جون باغوت غلوب (مواليد 1897) جنرال بريطاني.
- 17 مارس – موريس يونغ (مواليد 1899)

### مايو
- 12 مايو – أليسيا موريو دا خوستو (مواليد 1885) سياسية أرجنتينية.

### يونيو
- 3 يونيو – آنا روبرتسون (مواليد 1904)
- 16 يونيو – ديانا كوبر (مواليد 1892)

### يوليو
- 18 يوليو – ستانلي روس (مواليد 1895) لاعب كرة قدم إنجليزي.

### أغسطس
- 31 أغسطس – هنري مور (مواليد 1898)

### سبتمبر
- 28 سبتمبر – دينيس كاري (مواليد 1909) ممثل بريطاني.

### أكتوبر
- 5 أكتوبر – جيمس ويلكنسون (مواليد 1919)

### نوفمبر
- 16 نوفمبر – جيوفان ماكينا (مواليد 1923)
- 22 نوفمبر – ديني بايلز (مواليد 1921) لاعب كرة مضرب أسترالي.
- 29 نوفمبر – كاري غرانت (مواليد 1904)

### ديسمبر
- 29 ديسمبر – هارولد ماكميلان (مواليد 1894) سياسي بريطاني.